# Högakullasjön
Högakullasjön är en sjö i Eksjö kommun i Småland och ingår i Emåns huvudavrinningsområde. Sjön är 14,5 meter djup, har en yta på 0,148 kvadratkilometer och är belägen 221,6 meter över havet.

## Delavrinningsområde
Högakullasjön ingår i det delavrinningsområde (638112-144665) som SMHI kallar för Ovan 638102-144725. Avrinningsområdets medelhöjd är 225 meter över havet och ytan är 21,72 kvadratkilometer. Räknas de 17 delavrinningsområdena uppströms in blir den ackumulerade arean 181,15 kvadratkilometer. Delavrinningsområdets utflöde Emån mynnar i havet. Delavrinningsområdet består mestadels av skog (55 procent), öppen mark (14 procent) och jordbruk (24 procent). Avrinningsområdet har 0,23 kvadratkilometer vattenytor vilket ger det en sjöprocent på 1,1 procent.